# يفغيني بتروف
يفغيني بتروف هو منافس ألعاب قوى روسي، (ولد في سانت بطرسبرغ في روسيا 1888  م).

## وصلات خارجية
- يفغيني بتروف على موقع أوليمبيديا (الإنجليزية)